# Bodabergs naturreservat
Bodaberg är ett naturreservat i Dannäs socken i Värnamo kommun i Jönköpings län.
Reservatet omfattar drygt 15 hektar och är skyddat sedan 2007. Det är beläget 3,5 kilometer nordöst om Dannäs kyrka. Området är en bokskog där terrängen är kuperad med raviner.
På 1800-talet var Bodaberg betesmark. Det finns kvar en del odlingsrösen. Senare har området växt igen och består nu mest av bokskog. Förutom bok finns det även gran, björk, klibbal och ek i området. Hela området sluttar mot väster ner mot den lilla sjön Eklaviken.
I reservatet lever flera arter av svampar, mossor och lavar som behöver en jämn fuktighet för att överleva. Förekomst av död ved bidrar till det samma. 
På bokstammar och stenblock växer flera ovanliga arter som exempelvis fällmossa, porellor, trubbfjädermossa, klippfrullania, blåsfliksmossa, havstulpanlav och korallav. I området finns även den hotade koralltaggsvampen.
I fältskiktet växer bland annat lingon, blåbär, kruståtel, harsyra, vårfryle och dvärghäxört. I reservatet finns ett rikt fågelliv.